# Bobrówko (województwo warmińsko-mazurskie)
Bobrówko (niem. Bubrowko, 1938–1945 Biebern) – wieś w Polsce położona w województwie warmińsko-mazurskim, w powiecie mrągowskim, w gminie Piecki. W latach 1975–1998 miejscowość administracyjnie należała do województwa olsztyńskiego.
Przez miejscowość przebiega droga wojewódzka nr 609. Nazwa wsi pochodzi od kolonii bobrów, która niegdyś tu była. 
| SIMC    | Nazwa     | Rodzaj    |
| ------- | --------- | --------- |
| 0485954 | Nowy Most | część wsi |

## Historia
Wieś powstała w 1705 r. na tak zwanych nowiznach w Lasach Krutyński w ramach osadnictwa szkatułowego na 10 włókach na prawie chełmskim. Mieszkańcy mieli prawo do rybołówstwa na własne potrzeby w przyległym jeziorze Skok. Nie mieli jednak prawa na polowania na zwierzynę. Poza rolnictwem mieszkańcy wsi trudnili się zbieraniem runa leśnego oraz wyrębem drzew w pobliskich lasach. W 1785 r. we wsi było 5 domów. W 1815 r. było tu 9 domów i 45 mieszkańców. W 1838 r. było 6 domów i 93 mieszkańców. W 1871 roku do Bobrówka włączono osadę Skok wraz z młynem. Po pierwszej wojnie światowej we wsi wybudowano jednoklasową szkołę. W 1935 r. uczyło się w niej 53 dzieci (także z okolicznych miejscowości). W 1939 r. we wsi było 192 mieszkańców.
Do sołectwa Bobrówko w 1973 r. należały także miejscowości: leśniczówka Kołowin, osada Nowy Most.